# Crotalaria lundensis
Crotalaria lundensis är en ärtväxtart som beskrevs av Antonio Rocha da Torre. Crotalaria lundensis ingår i släktet sunnhampor, och familjen ärtväxter. Inga underarter finns listade i Catalogue of Life.